# Josef Pekárek (salesián)
Josef Pekárek SDB (12. července 1930 Boršice – 4. března 2009 Zlín) byl český katolický kněz, člen řádu salesiánů, politický vězeň komunistického režimu.

## Studium
Pocházel z Boršic z rodiny jejíž otec měl pronajatý mlýn. V roce 1930 se však rodina z důvodu hospodářské krize musela přestěhovat do Kvítkovic u Otrokovic, kde Pekárek prožil své dětství. Na radu duchovního správce šel v roce 1942 studovat do salesiánského ústavu ve Fryštáku. Dále byl ve Dvorku u Přibyslavi a po skončení II. světové války v roce 1945 nastoupil do salesiánského noviciátu v Hodoňovicích. Své první řeholní sliby složil 16. srpna 1946. Filosofický studentát absolvoval v Ořechově u Polešovic a v Přestavlkách u Přerova. Po maturitě na holešovském gymnáziu v roce 1949 nastoupil na asistenci (praxi) do Prahy–Kobylis.

## Internace a vězení
V noci z 13. na 14. dubna 1950 byl spolu s ostatními spolubratry salesiány v rámci Akce K, která byla organizována Státní bezpečností, zatčen a odvezen do internačního tábora pro řeholníky v Oseku u Duchcova. 28. září 1950 byl přemístěn do internace v Hájku u Prahy a 15. ledna 1951 na Klíčavu u Zbečna, kde byl nakrátko zařazen k PTP a odkud byl 9. května 1951 propuštěn na svobodu. Vystudoval pražskou Vyšší hudebně-pedagogickou školu. Musel však ještě absolvovat řádnou vojenskou službu v Dubnici nad Váhom. Po jejím skončení, namísto propuštění do civilu, byl zatčen a odsouzen k trestu 18 měsíců nepodmíněně za „protistátní činnost v ilegálním salesiánském řádu“.

## Sekretář kardinála Trochty

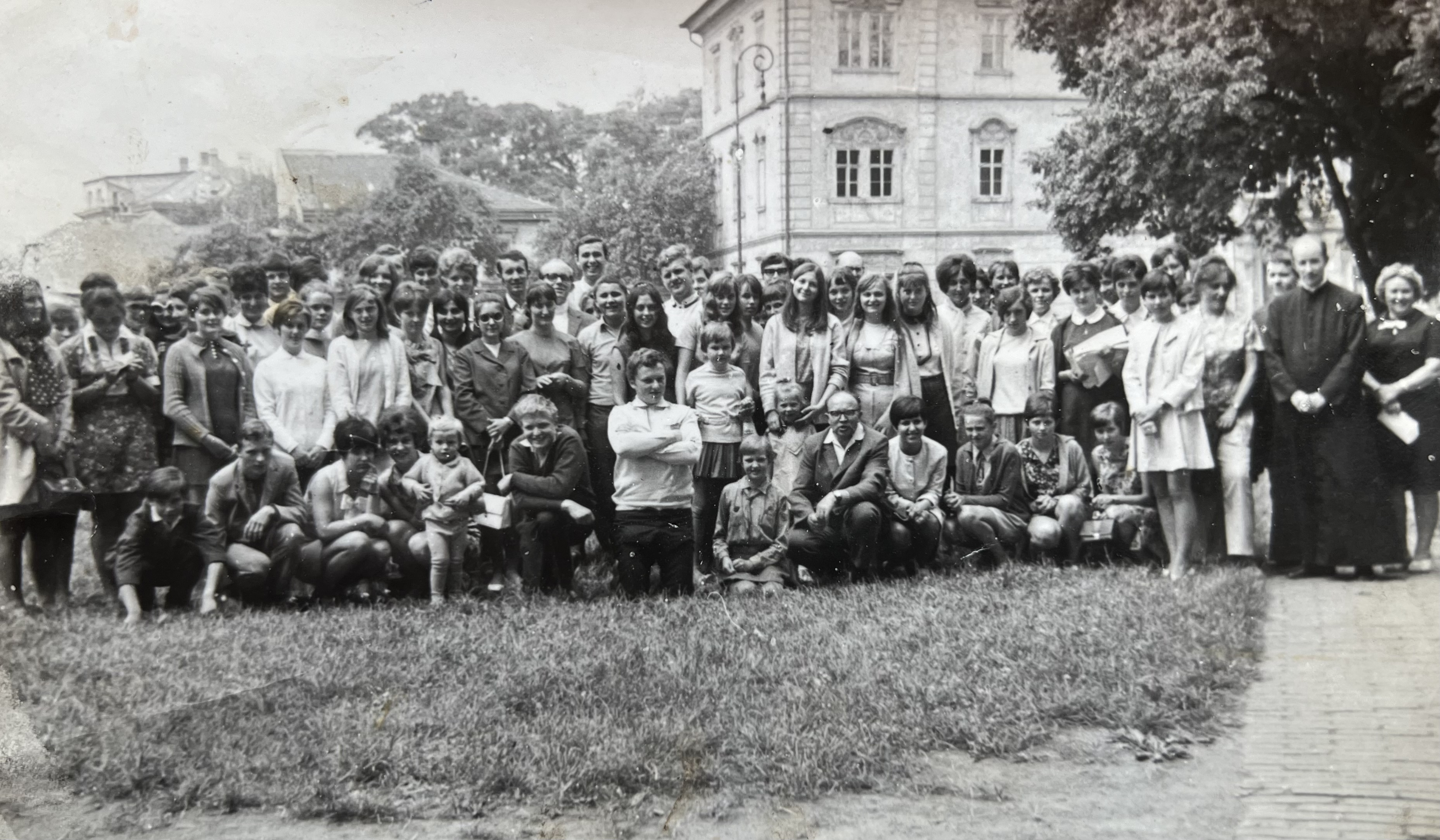
Setkání mládeže před litoměřickou katedrálou (cca 1969–1970), uprostřed v dolní řadě s hodinkami na ruce v podřepu Josef Pekárek, vpravo stojí kněz v klerice Josef Knödl

Po propuštění 11. června 1959 se vrátil k rodičům do Kvítkovic. Pracoval v dělnických zaměstnáních v Moravanu Otrokovice a později ve Svitu Otrokovice. Při práci pokračoval ve studiu teologie. Kněžské svěcení přijal tajně 28. září 1965 z rukou biskupa Štěpána Trochty v jeho pražském bytě. Již jako kněz, o kterém to však jeho okolí nevědělo, dělal varhaníka a sbormistra ve zlínském kostele v letech 1967-1968. Teprve v létě 1968 mohl toto tajemství zveřejnit. V době pražského jara 1968 si ho biskup Trochta vyvolil jako jednoho ze svých čtyř sekretářů. Působil u něho v Litoměřicích až do Trochtovy smrti v roce 1974. V Litoměřicích založil společenství mladých lidí, které se koncentrovalo v kostele v blízkých Žitenicích. Kardinál Štěpán Trochta mu v těchto aktivitách nechával „volnou ruku“, takže s pomocí těchto mladých lidí Pekárek žitenický kostel také opravil.

## Působení na Moravě

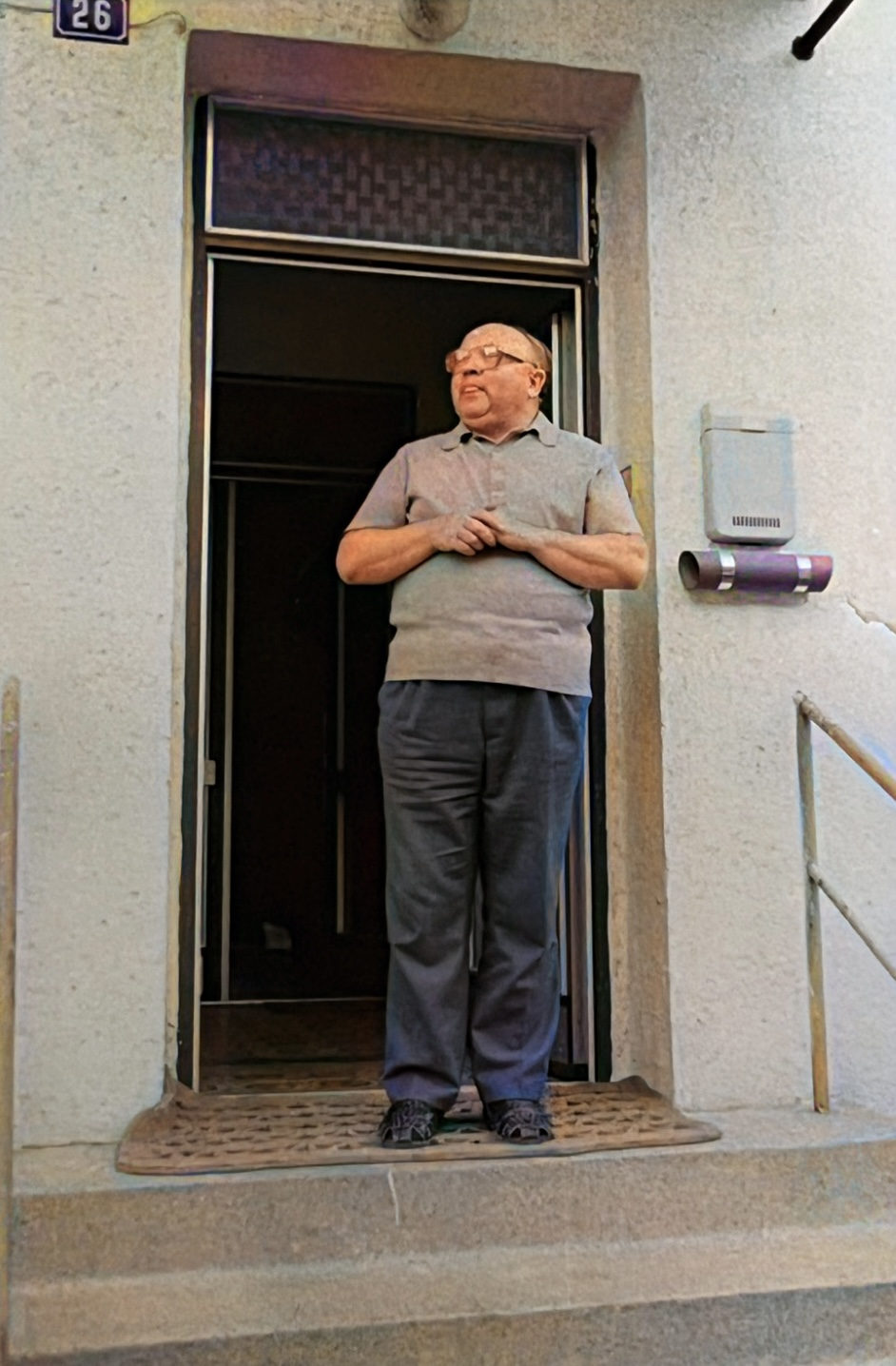
Josef Pekárek, kol. r. 2000

Po smrti kardinála Trochty se v roce 1974 vrátil na Moravu a postupně působil jako duchovní správce ve farnostech Napajedla, Švábenice, Hoštice, Nová Lhota, Tlumačov. K 1. listopadu 1982 nastoupil do farnosti Slušovice, kde působil 23 let až do odchodu do důchodu v roce 2005. Ve Slušovicích bydlel i nadále a podle svých možností a sil vypomáhal v duchovní službě. Zemřel na Popeleční středu 25. února 2009 ve zlínské nemocnici ve věku 78 let. Pohřební obřady za zesnulého kněze vykonal ve farním kostele sv. Jana Křtitele ve Slušovicích ve středu 4. března 2009 pomocný biskup pražský Karel Herbst za účasti asi padesáti kněží. Poté byly jeho ostatky uloženy do kněžského hrobu ve Slušovicích.